# اوزولا لون
اوزولا لون (به آلمانی: Ursula Lohn) (زادهٔ ۷ نوامبر ۱۹۶۶ در کلن) یکی از بازیکنان تیم ملی فوتبال زنان آلمان است که در هافبک بازی می‌کند. او یکی از بازیکنان این تیم در جام جهانی فوتبال زنان ۱۹۹۵ بود.وی برای باشگاه فوتبال تی‌اواس آهرباخ در کشور آلمان بازی می‌کند.